# Aéroport de Madère

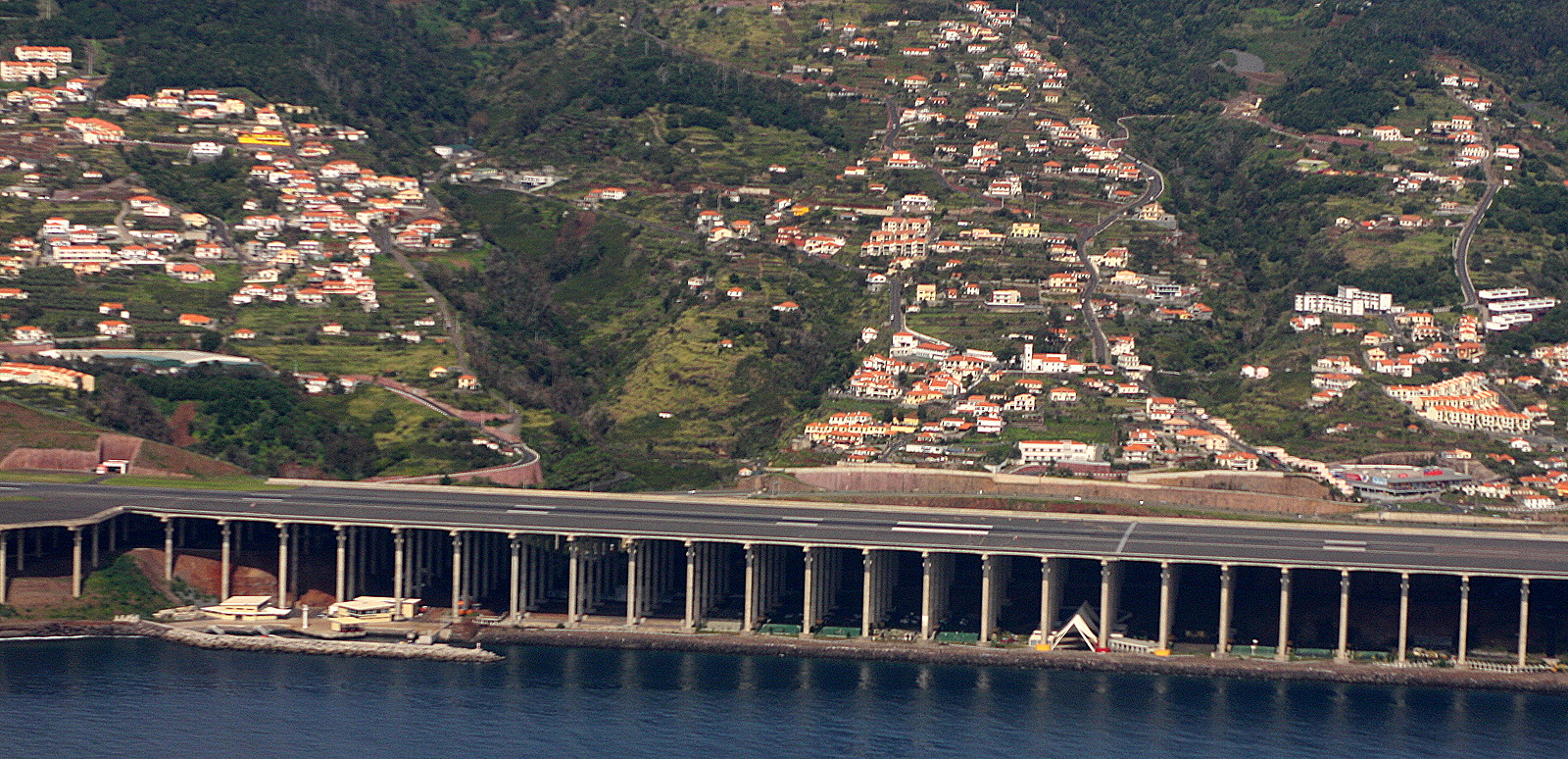
Vue des piliers qui soutiennent la piste.

 (septembre 2023).
Pour les articles homonymes, voir FNC.
L'aéroport de Madère  (nom complet aéroport international de Madère Cristiano-Ronaldo (en portugais : Aeroporto Internacional da Madeira Cristiano Ronaldo) (code IATA : FNC • code OACI : LPMA) est un aéroport international portugais, situé sur l'île de Madère. Il portait le nom d'aéroport Santa-Catarina jusqu'au 24 mars 2017, date à laquelle il est rebaptisé du nom du footballeur Cristiano Ronaldo.

## Localisation

### Carte des aéroports portugais
| \| 30 km1:2 133 000 \| Faro Lisbonne Porto Aéroport Luís de Camões |
| 30 km1:2 133 000                                                   |

| 30 km1:2 133 000 |

| Porto Santo Madère |

| \| 30 km1:1 849 000 \| Ponta Delgada Flores Horta Santa Maria Terceira Pico São Jorge Corvo Graciosa |
| 30 km1:1 849 000                                                                                     |

| 30 km1:1 849 000 |

L'aéroport se situe à l'extrémité orientale de l'île de Madère, à 16 km de la capitale Funchal, sur la commune de Santa-Cruz. À cause des conditions climatiques propices aux rafales de vent, il est considéré comme l'un des aéroports les plus dangereux du monde,,. La particularité de cet aéroport est la présence de pylônes en béton armé servant à soutenir une portion de la piste.

## Histoire
- 22 mars 1921, première liaison aérienne Lisbonne-Funchal (lors d'une tentative infructueuse de traversée de l'Atlantique) réalisée par un hydravion Felixstowe F.3 à moteurs Rolls-Royce Eagle VIII, avec un équipage franco-portugais : Artur de Sacadura Freire Cabral, Carlos Viegas Gago Coutinho, Ortins Bettencourt et Roger Soubiran.
- Le 8 juillet 1964, l'aéroport actuel est mis en service. Le premier vol commercial comprend 80 passagers à l'arrivée et 66 à l'embarquement, sur un Lockheed L- 1049G Super Constellation immatriculé CS-TLC - Gago Coutinho (vol TP1688), sur une piste de 1 600 mètres[4]
- Le 5 mars 1973, une Sud Caravelle 10R (EC-BID) affrétée par Aviaco s’écrase en mer lors de l'approche de l'aéroport. L'accident coûte la vie aux trois membres d'équipage à bord de l'avion[5].
- Le 19 novembre 1977, le vol TP 425 (Boeing 727-200) s'écrase à la fin de la piste à l'aéroport de Madère. Il s'agit du deuxième accident le plus grave dans l'histoire de l'aviation au Portugal, avec un bilan de 131 morts et 33 survivants. Selon le rapport sur l'accident publié par l'AINC, l'accident est dû aux conditions météorologiques défavorables associées à la longueur de la piste et une erreur humaine.
- Le 18 décembre 1977, le vol 730 SA sur Caravelle s'écrase en mer pendant l'approche de l'aéroport. L'enquête conclut à une erreur de pilotage. 36 des 52 personnes à bord trouvent la mort dans l'accident. C'est le second accident majeur en à peine un mois à Funchal.
- Entre 1982 et 1986, la longueur de la piste est portée de 1 600 mètres à 1 800 mètres par une extension des deux extrémités de la piste, à savoir 50 mètres sur la piste 06 (actuelle 05) dans le sens Funchal-Machico et 150 mètres sur la piste 24 (actuelle 23) dans le sens Machico-Funchal. L'agrandissement du parking a permis de porter la capacité du parking de 5 à 9 avions.
- 15 septembre 2000 : la nouvelle piste de 2 781 mètres est inaugurée. Les travaux d'agrandissement ont été d'une grande complexité technique : la piste est partiellement construite sur la mer, cette partie repose sur 180 piliers de béton dans le sens de la piste 23.
- 2002 : le nouveau terminal passagers est inauguré, après une restructuration intérieure (nouveaux aménagements et services) et extérieure (nouveaux parkings et accès).
- octobre 2003 : le parking agrandi et différents accès à l'aérogare sont mis en service.
- Le 22 juillet 2016, moins de deux semaines après la victoire de la Seleçao à l'Euro 2016, le président du gouvernement régional de Madère Miguel Albuquerque, annonce que l'aéroport sera renommé en hommage au footballeur natif de Funchal Cristiano Ronaldo, « pour les bons services qu’il a rendus à notre région »[6],[7]. Ceci est effectif depuis le 24 mars 2017[8].

## Statistiques
Le graphique qui aurait dû être présenté ici ne peut pas être affiché car il utilise l'ancienne extension Graph, désactivée pour des questions de sécurité. Des indications pour créer un nouveau graphique avec la nouvelle extension Chart sont disponibles ici.

Voir la requête brute et les sources sur Wikidata.